# 한국금융신문
한국금융신문은 1992년 3월 대한민국 최초의 금융전문지로 출발한 경제지로 2022년 기준 창립 30주년을 맞았다. 데일리 인터넷뉴스 FNTIMES와 매주 월요일에 발행되는 주간지 한국금융신문, 재태크전문매거진 월간잡지 웰스매니지먼트(WealthManagement)를 발행하고 있다. 금융, 증권, 건설부동산, 생활경제, 산업부의 취재기사들로 지면이 채워진다.